# فسفوهیدروکسی‌پیروویک اسید
فسفوهیدروکسی‌پیروویک اسید (به انگلیسی: Phosphohydroxypyruvic acid) با فرمول شیمیایی C۳H۵O۷P یک ترکیب شیمیایی با شناسه پاب‌کم ۱۰۵ است. که جرم مولی آن ۱۸۴٫۰۴۱ g/mol می‌باشد. 